# 威諾納縣
威諾納縣（英語：Winona County）是美國明尼蘇達州東南部的一個縣，東隔密西西比河與威斯康辛州相望。面積1,662平方公里。根據美國2000年人口普查，共有人口49,985人。縣治威諾納（Winona）。
成立於1854年2月23日，縣名紀念達科他族的一位女酋長（威諾納本身是「長女」的意思）。